# IK Frej
IK Frej ist ein schwedischer Sportverein aus Täby. Die Fußballmannschaft des Vereins spielte zeitweise in der zweitklassigen Superettan.

## Geschichte
IK Frej gründete sich im Februar 1968 als Eishockeyverein, kurze Zeit später entstand eine Jugendfußballabteilung, aus der sich 1974 eine Erwachsenenmannschaft bildete. Weitere Abteilungen folgten in den folgenden Jahren, wurden aber teilweise wieder aufgegeben.
Nachdem die Nachwuchsfußballer des Klubs mehrfach beim traditionsreichen Jugendturnier St. Erikscupen erfolgreich waren, stellte sich Anfang des 21. Jahrhunderts auch im Erwachsenenbereich der Erfolg ein. Am Ende der Spielzeit 2001 stieg die Mannschaft in die Viertklassigkeit auf, drei Jahre später stand als Meister der Division 3 Norra Svealand der erstmalige Aufstieg in die Drittklassigkeit fest. Hier war der Klub jedoch chancenlos und holte nach zwei Saisonsiegen lediglich zehn Punkte. Als Tabellenletzter war der Klub Opfer einer Ligareform und wurde zwei Spielklassen niedriger eingestuft.
Mit nur einer Saisonniederlage setzte sich die Fußballmannschaft des IK Frej an die Spitze ihrer Fünftligastaffel und stieg als Staffelsieger vor Akropolis IF direkt in die vierte Liga auf. Gleichzeitig gewann die Mannschaft den Regionalpokal und qualifizierte sich erstmals für den Svenska Cupen, wo sie nach einem Auftakterfolg gegen Visby IF Gute in der zweiten Runde am Ljungby IF scheiterte. Zunächst im Mittelfeld der vierten Liga platziert, dominierte die Mannschaft 2010 das Spielgeschehen und holte sich mit sieben Punkten Vorsprung auf Sollentuna United FF den Staffelsieg, der den Aufstieg in die Division 1 bedeutete.
Am Ende der Drittliga-Spielzeit 2014 wurde IK Frej hinter AFC United Vizemeister der Nordstaffel und qualifizierte sich somit für die Relegation zur Superettan. Gegen Östers IF gelang nach einem 3:0-Hinspielerfolg trotz einer 2:3-Auswärtsniederlage im Rückspiel der erstmalige Aufstieg in die Superettan. Hier spielte die Mannschaft in der Zweitliga-Saison 2015 gegen den Abstieg, der Klassenerhalt wurde erst in der Relegation durch zwei knappe 1:0-Erfolge gegen Akropolis IF gesichert. Gegen den gleichen Gegner musste der Klub nach einem zwischenzeitlichen zehnten Platz in der übernächsten Spielzeit erneut in der Relegation antreten, nach einem 1:1-Auswärtsremis und einem 0:0-Heimunentschieden war die Entscheidung zugunsten IK Frej aufgrund der Auswärtstorregel noch enger als beim ersten Relegationsaufeinandertreffen. 2018 startete eine Zusammenarbeit mit Hammarby IF, das wenige Jahre zuvor sein Farmteam Hammarby Talang FF aufgelöst hatte. Hatte IK Frej unter Trainer Roberth Björknesjö in der Folge mit dem neunten Platz in der Spielzeit 2018 das bis dato beste Ergebnis der Vereinsgeschichte erzielt, folgte 2019 erneut der Gang in die Relegation. Dieses Mal fiel die Entscheidung beim Duell gegen den Umeå FC nach einem 2:2- respektive 1:1-Remis zu Ungunsten des Klubs aus, der nach fünf Jahren Zweitklassigkeit damit wieder in die Division 1 gehen musste. In der Folge kämpfte der Klub mit finanziellen Problemen und zog sich nach einem neunten Platz in der Nordstaffel in der Drittliga-Saison 2020 Anfang 2021 in den unteren Amateurbereich zurück. Dabei übernahm Hammarby IF die Lizenz des Klubs in der dritten Liga und reinitiierte den Klub Hammarby Talang FF. 
IK Frej nahm 2021 den Spielbetrieb in der sechtsklassigen Division 4 Norra Stockholm auf und gewann im Folgejahr dort die Meisterschaft, die zum Aufstieg in die Division 3 Norra Svealand berechtigte. Eine 2018 gegründete Frauenmannschaft spielt parallel ebenso im unteren regionalen Ligabreich.